# أيدين هروستيتش
أيدين هروستيتش (بالإنجليزية: Ajdin Hrustic) (مواليد 5 يوليو 1996) هو لاعب كرة قدم. يلعب مع منتخب أستراليا لكرة القدم. سبق له أن لعب في كأس القارات 2017 مع منتخب بلاده.

## روابط خارجية
- أيدين هروستيتش على موقع الاتحاد الدولي (مؤرشف)  (الإنجليزية)
- أيدين هروستيتش على موقع الاتحاد الأوربي (الإنجليزية)
- أيدين هروستيتش على موقع قاعدة بيانات كرة القدم.إي يو (الإنجليزية)
- أيدين هروستيتش على موقع بيانات كرة القدم. دي إي (الألمانية)
- أيدين هروستيتش على موقع ليكيب (الفرنسية)
- أيدين هروستيتش على موقع ناشيونال فوتبول تيمز (الإنجليزية)
- أيدين هروستيتش على موقع Soccerbase.com (لاعب) (الإنجليزية)
- أيدين هروستيتش على موقع Soccerway.com (الإنجليزية)
- أيدين هروستيتش على موقع عالم كرة القدم.نت (الإنجليزية)
- أيدين هروستيتش على موقع كووورة